# Lịch sử giáo dục ở Trung Quốc

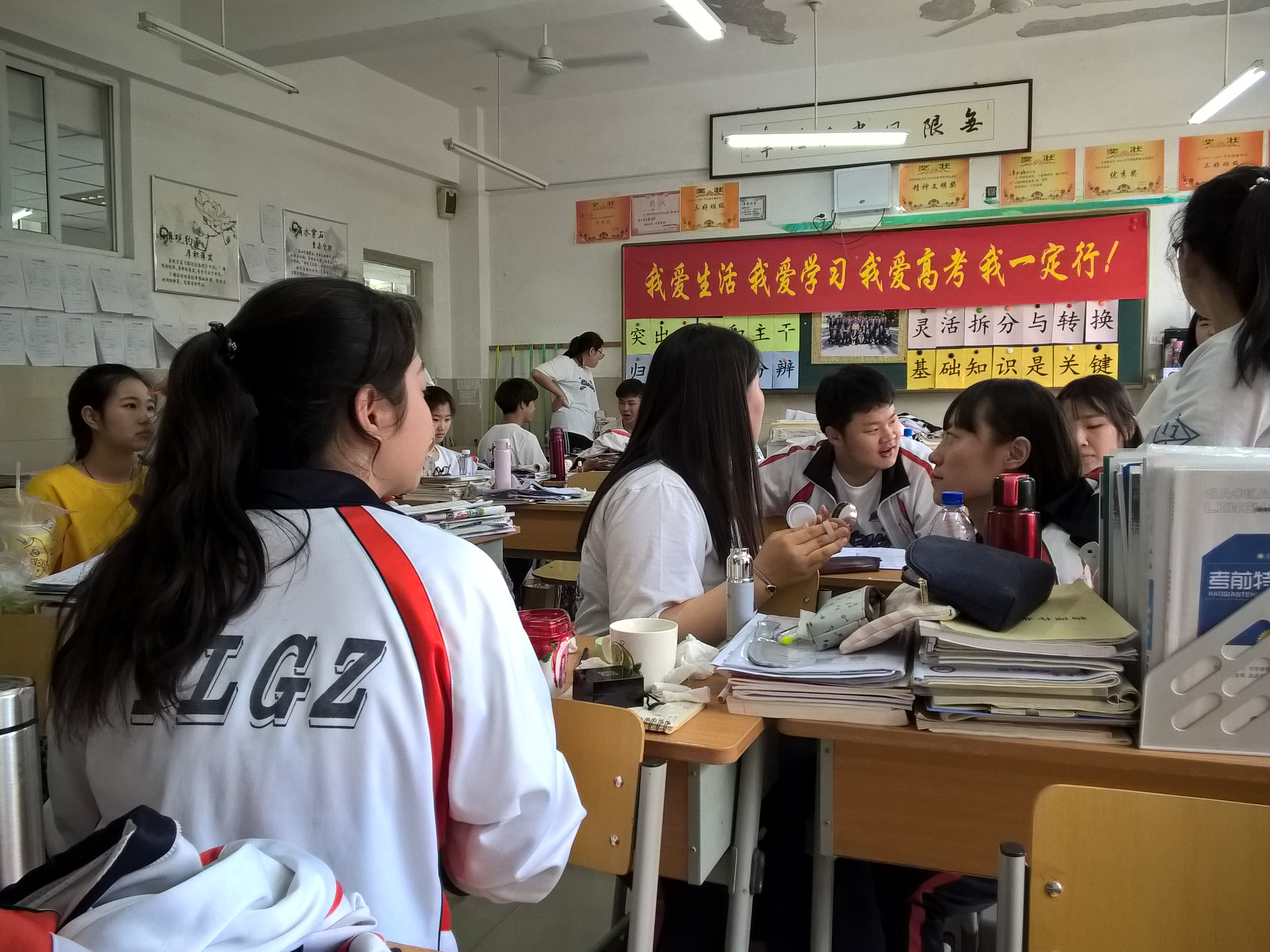

Lịch sử giáo dục ở Trung Quốc bắt đầu từ khi nền văn minh Trung Hoa ra đời. Giới quý tộc thường lập ra các cơ sở giáo dục dành riêng cho con cháu mình. Việc thiết lập chế độ khoa cử (được đề xướng từ thời Chiến Quốc, hình thành từ thời Hán và chính thức được thành lập dưới triều Đường) đóng vai trò then chốt trong quá trình chuyển đổi từ chính quyền quý tộc sang chính quyền dựa trên năng lực (trọng dụng người tài). Giáo dục cũng được xem là biểu tượng của quyền lực; những người có học thường có thu nhập cao hơn đáng kể.

## Nhà Thương và nhà Chu
Lần đầu tiên có ghi chép về một "trường học" ở Trung Quốc xuất hiện trên giáp cốt văn của thời nhà Thương (khoảng 1800–1050 TCN) – đây cũng là dạng văn tự đầu tiên được biết đến ở Trung Quốc và là nguồn sử liệu chính cho thời kỳ này.
Các mảnh xương dùng để bói toán thường được khắc câu hỏi, sau đó đem đốt, và kết quả sẽ in dấu trên xương. Một số câu hỏi bói toán có liên quan đến trường học như:
“Có tốt lành không nếu cho trẻ con đi học? Liệu trời có mưa khi các em trở về?”
 Tuy nhiên, giáp cốt văn không cung cấp nhiều thông tin về chức năng hay mục đích cụ thể của các trường học.
Sang thời nhà Chu, các văn tự khắc trên đồ đồng và sách Lễ ký (Book of Rites) cho thấy các vua Chu đã lập ra các trường học dành cho con em quý tộc trẻ tuổi để phục vụ triều đình. Sách Lễ ký cho biết đa số các trường được đặt gần ao hồ và rừng cây, vì vậy các nhà sử học suy luận rằng giáo dục lúc này chủ yếu thiên về võ nghệ, đặc biệt là bắn cung.
Từ thời Chu trở đi, chính quyền trung ương bắt đầu có ảnh hưởng sâu sắc đến hệ thống giáo dục. Các truyền thống thời kỳ này được lưu truyền lại trong sách Lễ ký, và sau này trở thành một trong Ngũ Kinh của Nho giáo.
Đến cuối thời Xuân Thu, các trường học kiểu này trở nên phổ biến khắp lãnh thổ nhà Chu, nhưng quyền lực của trung ương dần suy yếu và nhường chỗ cho các lãnh chúa địa phương.

## Thời kỳ Chiến Quốc
Thời Chiến Quốc chứng kiến sự trỗi dậy của nhiều trường phái triết học có ảnh hưởng sâu rộng, bao gồm: Nho giáo, Mặc gia và Đạo giáo. Trong số đó, Nho giáo là trường phái có ảnh hưởng lâu dài nhất đối với nền giáo dục của nhà nước và triều đình về sau.
Việc triều Chu suy yếu và các thế lực địa phương nổi lên đã mở ra thời kỳ loạn lạc. Một số lãnh chúa có thể đã thành lập học viện để củng cố quyền lực và gia tăng tính chính danh. Các trường phái triết học thường được tổ chức như những thực thể chính trị nhằm gia tăng ảnh hưởng xã hội. Các học giả đối lập được mời về các triều đình địa phương để tranh luận; sự tài trợ của chính quyền góp phần vào sự phát triển của những học viện đầu tiên tại Trung Quốc. Tầm quan trọng của giáo dục và sự kính trọng đối với thầy giáo được nhấn mạnh trong Lã thị Xuân Thu (Annals of Lü Buwei).
Một tổ chức giáo dục tiêu biểu thời kỳ này là Tắc Hạ học cung. Với không khí cởi mở và khoan dung, học viện này đã thu hút các học giả Nho giáo và Đạo giáo từ khắp nơi trong nước đến để tranh luận và nghiên cứu. Tuy nhiên, học viện này không để lại ảnh hưởng lâu dài lên các cơ sở giáo dục chính thống của Trung Quốc về sau.

## Thời kỳ nhà Hán
Hán Vũ Đế là vị hoàng đế sùng chuộng Nho giáo, và ông đã đưa Nho giáo trở thành hệ tư tưởng giáo dục chính thống của quốc gia.
Vào năm 124 trước Công nguyên, triều đình lập ra một cơ sở giáo dục tên là Thái học (hay còn gọi là “Nguồn gốc của thuật trị quốc”), với mục tiêu đào tạo quan lại cho nhà nước.
Tại đây, học sinh được giảng dạy về Ngũ Kinh của Nho giáo (bao gồm: Kinh Thi, Kinh Thư, Kinh Lễ, Kinh Dịch và Kinh Xuân Thu).

Tư tưởng truyền thống của người Trung Quốc đối với giáo dục đi theo lời dạy của Mạnh Tử:
"Người lao động bằng trí óc thì cai trị kẻ khác; người lao động bằng sức lực thì bị người khác cai trị."

## Thời Tuỳ và Đường
Dưới triều đại Nhà Tuỳ (581–619), chế độ khoa cử được thiết lập nhằm đào tạo và tuyển chọn quan lại Nho học cho triều đình. Đặc biệt, vào thời Nhà Tống (960–1279), khoa cử phát triển mạnh mẽ và trở thành hệ thống chính trị – giáo dục căn bản và quan trọng nhất trong xã hội Trung Hoa cổ đại. Hệ thống giáo dục bậc cao của Trung Quốc thời đó chủ yếu phục vụ cho mục tiêu vận hành và duy trì bộ máy quan liêu chuyên nghiệp thông qua khoa cử.

## Thời kỳ trung cổ
Khoa cử chính thức bắt đầu vào năm 605, trong đó thí sinh bắt buộc phải vượt qua kỳ thi ở địa phương với số điểm tối thiểu trước khi được thi kỳ thi cuối cùng tại kinh đô. Do đó, các trường tư thục bắt đầu phát triển mạnh mẽ.
Học viện Lộc Động Bạch Lộc (White Deer Grotto Academy) và Đông Lâm thư viện (Donglin Academy) là hai mô hình tiêu biểu cho loại hình này.
Cùng thời điểm đó:
- Trường nghệ thuật “Vườn Lê” (Pear Garden được thành lập vào đầu thế kỷ 8, chuyên đào tạo nghệ sĩ biểu diễn trong triều.
- Đến năm 1178, trường quân sự quốc gia đầu tiên được thành lập.

Sự ra đời của giấy và công nghệ in chữ rời (movable type) đã góp phần rất lớn vào sự phát triển của hệ thống giáo dục, giúp sách vở được phổ biến rộng rãi hơn và giảm chi phí học tập.

## Thời kỳ nhà Thanh

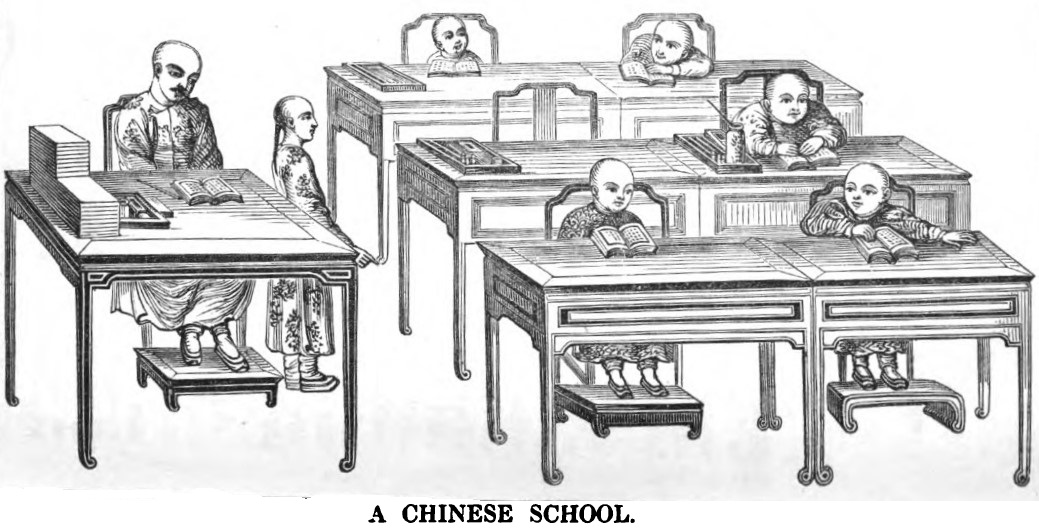
Một trường học Trung Quốc (1847)

Trong thời nhà Thanh, nền giáo dục chủ yếu do các học viện cấp tỉnh đảm trách. Các học viện này không thu học phí mà còn cấp học bổng cho những học sinh được tuyển chọn trước.
Khác với Quốc tử giám vốn đào tạo quan lại cho triều đình, các học viện cấp tỉnh chủ yếu phục vụ việc tự học về kinh điển và văn học cổ điển, chứ không tập trung vào công tác đào tạo cán bộ quản lý nhà nước.
Các giáo sư tại học viện thường không trực tiếp giảng bài, mà chỉ đưa ra lời khuyên và góp ý cho các nghiên cứu của học trò.

### Khủng hoảng khoa học – kỹ thuật và phong trào Tự Cường
Việc gần như hoàn toàn bỏ bê giáo dục về kỹ thuật, toán học và khoa học ứng dụng của triều đình đã góp phần tạo nên khoảng cách lớn về sức mạnh quân sự giữa Trung Quốc và các đế quốc châu Âu. Điều này thể hiện rõ qua các thất bại trong:
- Chiến tranh nha phiến lần thứ nhất và thứ hai,
- Chiến tranh Pháp – Thanh, cùng nhiều cuộc xung đột khác.

Để đáp lại, nhà Thanh khởi động Phong trào Tự Cường, thành lập Đồng Văn Quán (Tongwen Guan) vào năm 1861. Đây là một cơ sở giáo dục thuê giáo viên nước ngoài để giảng dạy ngôn ngữ châu Âu, toán học, thiên văn và hóa học.

### Các bước tiếp cận giáo dục phương Tây
Năm 1872, nhà Thanh lần đầu tiên cử 120 du học sinh sang Hoa Kỳ(tr91), gọi là Phong trào Du học đầu tiên của Trung Quốc.(tr91)
Sau thất bại trước Nhật Bản trong Chiến tranh Thanh – Nhật lần thứ nhất, chính quyền đã thành lập Đại học Bắc Dương (Peiyang) vào năm 1895, đây được xem là trường đại học hiện đại đầu tiên của Trung Quốc, với hệ thống đào tạo đại học dựa theo mô hình của Mỹ.
Năm 1898, Đại học Bắc Kinh (Peking University) được thành lập, với chương trình học mô phỏng hệ thống giáo dục Nhật Bản.
Năm 1905, chế độ khoa cử chính thức bị bãi bỏ.(tr15)
Năm 1908, Tổng thống Hoa Kỳ Theodore Roosevelt thành lập Chương trình học bổng Bồi thường Boxer (Boxer Indemnity Scholarship Program) – sử dụng tiền bồi thường từ cuộc Khởi nghĩa Nghĩa Hòa Đoàn để:
- Xây dựng giáo dục đại học trong nước Trung Quốc
- Hỗ trợ sinh viên Trung Quốc du học tại Mỹ.[7](tr91).Nhờ đó, Đại học Thanh Hoa (Tsinghua University) được thành lập vào năm 1911.

### Ảnh hưởng từ hệ thống giáo dục Nhật Bản
Hệ thống giáo dục của Nhật Bản thời Minh Trị được Trung Quốc xem là một mô hình cải cách đáng học hỏi, vì:
- Vẫn duy trì uy quyền của Thiên hoàng,
- Và giữ vững trật tự Nho giáo.

Từ năm 1902 đến 1908, chính phủ trung ương cử 64 quan chức, còn các chính quyền địa phương cử thêm 619 người sang Nhật Bản để nghiên cứu hệ thống giáo dục của nước này.

## Thời hiện đại

### Trung Hoa Dân Quốc
Phong trào Tân văn hóa năm 1919
Phong trào Tân văn hóa (1919) là một phản ứng trước việc chính quyền Trung Quốc quá chú trọng vào kiến thức kỹ thuật, từ đó dẫn đến làn sóng say mê tri thức lý luận, nhưng với trọng tâm là Triết học phương Tây thay vì Nho giáo truyền thống.
Trong giai đoạn này, do tình trạng chia rẽ chính trị, nền giáo dục ở Trung Quốc thiếu tính thống nhất, bị phân quyền mạnh. Các lãnh chúa địa phương và thế lực ngoại bang (đặc biệt là Nhật Bản) kiểm soát nhiều vùng lãnh thổ của Trung Quốc.
Giáo dục tại Đài Loan dưới thời Trung Hoa Dân Quốc
Sau khi Quốc Dân Đảng (Kuomintang) thất bại vào năm 1949, chính quyền Trung Hoa Dân Quốc rút về Đài Loan.
Trong 20 năm đầu dưới sự cai trị của Quốc Dân Đảng, hệ thống giáo dục bắt buộc gồm:
- 6 năm tiểu học, giống như quy định từ thời Nhật chiếm đóng.

Đến năm 1968, chính phủ Trung Hoa Dân Quốc kéo dài thời gian giáo dục bắt buộc lên 9 năm.

### Cộng hòa Nhân dân Trung Hoa
Trong Nội chiến Trung Quốc, Đảng Cộng sản Trung Quốc đã cải thiện giáo dục ở những khu vực mà họ kiểm soát.  Nó mở trường học cho người lớn và trẻ em (cả nam và nữ) trong đó sử dụng sách giáo khoa do địa phương sản xuất và lãnh đạo các chiến dịch xóa mù chữ.  Những nỗ lực này đánh dấu lần đầu tiên trong lịch sử Trung Quốc, nông dân có cơ hội được giáo dục.  Trong thời kỳ Mao, giáo dục cho tất cả mọi người và các chiến dịch xóa mù chữ là những trọng tâm chính. 
Vào tháng 4 năm 1933, chính phủ lâm thời của Đảng Cộng sản Trung Quốc (ĐCSTQ) đã ban hành hướng dẫn chính sách giáo dục, yêu cầu các ủy ban đảng các cấp tập trung vào giáo dục văn hóa và nâng cao ý thức giai cấp cho công nhân và nông dân.[(tr56) Vì việc biết chữ trong lịch sử Trung Quốc luôn gắn liền với quyền lực chính trị, nên giáo dục công và các chiến dịch xóa mù chữ được xem là hành động cách mạng. Because literacy in China had historically been connected with political power, public education and literacy campaigns were viewed as inherently revolutionary.(tr57)
Sau thành công của Cách mạng Cộng sản Trung Quốc và sự ra đời của nước Cộng hòa Nhân dân Trung Hoa năm 1949, ĐCSTQ đã đưa hệ thống giáo dục về dưới quyền kiểm soát quốc gia. Xóa mù chữ cho toàn dân là trọng tâm trong những năm đầu của nhà nước mới. Vào năm 1949, tỷ lệ biết chữ chỉ dao động từ 20–40%. Chính phủ đã chú trọng nâng cao tỷ lệ biết chữ thông qua cả trường học chính quy lẫn các chiến dịch xóa mù chữ.
Trong 16 năm đầu của nước CHND Trung Hoa:
- Số học sinh tiểu học tăng gấp 3 lần
- Số học sinh trung học tăng 8,5 lần
- Số sinh viên đại học tăng hơn 4 lần[14]

Đến năm 1979, gần như toàn bộ trẻ em Trung Quốc đã được đi học tiểu học.
Viện Hàn lâm Khoa học Trung Quốc được thành lập năm 1949.
Trong thời kỳ thực hiện Kế hoạch 5 năm lần thứ nhất, Ủy ban Kế hoạch Nhà nước đã quy định số lượng chỉ tiêu tuyển sinh đại học.(tr71)
Từ thập niên 1950 đến 1960, sinh viên tốt nghiệp đại học được phân công việc làm bởi nhà nước.(tr29)
Năm 1951, Trung Quốc thông qua Nghị quyết về cải cách hệ thống giáo dục.(tr70)
Các điểm chính gồm:
- Biến trường đào tạo cán bộ và người lớn thành một phần chính thức của hệ thống giáo dục
- Thay thế mô hình tiểu học hai cấp (bị cho là gây bất lợi cho trẻ em giai cấp công nhân) bằng mô hình tiểu học 5 năm
- Tăng cường giáo dục kỹ thuật chuyên ngành ở cấp trung học và đại học[17](tr70)

Chính phủ Trung Quốc quốc hữu hóa hoặc giải thể nhiều trường đại học do Mỹ điều hành.(tr91–92)
Các trường đại học kiểu Mỹ dành cho giới tinh hoa được tổ chức lại theo mô hình Xô Viết, hướng tới đối tượng nông dân và công nhân, với trọng tâm là kỹ năng thực hành hơn là lý thuyết.(tr92)
Kết quả là số lượng trường đại học tổng hợp giảm, nhưng số trường kỹ thuật chuyên ngành tăng mạnh.(tr74)
Các trường đại học từng có liên kết với Mỹ bị chia tách và sáp nhập vào các trường khác trong quá trình tái cấu trúc này.(tr74)
Theo Chương trình Chung 1949–1954, học sinh Trung Quốc phải tham gia các phong trào học tập chính trị trên phạm vi toàn quốc, bao gồm lịch sử chính trị và khái niệm “Tân Dân Chủ”.(tr27)
Năm 1952, Bộ Giáo dục triển khai chương trình thí điểm xây dựng hệ thống cố vấn chính trị tại các đại học.(tr107)
Đại học Thanh Hoa (Tsinghua) là nơi đầu tiên thực hiện vào năm 1953.(tr107)
Chương trình này cử các sinh viên tốt nghiệp là đảng viên ĐCSTQ làm cố vấn chính trị để quản lý sinh viên và tổ chức sinh viên – thường đồng thời giữ chức bí thư Đoàn Thanh niên Cộng sản.(tr107)
Vào cuối thập niên 1950, Trung Quốc bắt đầu cải cách chữ viết, đưa chữ Hán giản thể vào giảng dạy trong trường học và sử dụng rộng rãi trên báo chí, ấn phẩm.
Mục tiêu của cải cách này là giúp người dân dễ đọc hơn, từ đó nâng cao tỷ lệ biết chữ.
Giáo dục Trung Quốc trong thời kỳ Đại Nhảy Vọt và những năm 1960
Trong thời kỳ Đại nhảy vọt (Great Leap Forward), số lượng trường đại học ở Trung Quốc đã tăng lên 1.289 trường vào năm 1960, và tổng số sinh viên toàn quốc vượt 962.000 người, tức hơn gấp đôi so với trước đó.(tr92) Các cải cách giáo dục trong thời kỳ này bao gồm:
- Tăng cường sự tham gia của học sinh và cán bộ giảng dạy vào quản lý trường học
- Ưu tiên tuyển sinh những người xuất thân từ tầng lớp công nhân, nông dân và bộ đội
- Gia tăng vai trò của Đảng Cộng sản và yếu tố chính trị trong trường học[12](tr59)

Tuy nhiên, bắt đầu từ năm 1961, các trường đại học đã quay trở lại chính sách dựa trên thành tích thay vì chính sách bình quân chủ nghĩa, tức là chuyển từ “bình đẳng xã hội” sang “thi đua năng lực”(tr59)
Tăng cường dạy ngoại ngữ
Năm 1962, Thủ tướng Chu Ân Lai ra chỉ thị cho các trường học tăng cường dạy ngoại ngữ.(tr231)
Vào tháng 7 cùng năm, Bộ Giáo dục quy định rằng tiếng nước ngoài (chủ yếu là tiếng Anh) phải được giảng dạy ở các lớp lớn của bậc tiểu học.(tr231)
Năm 1963, Bộ Giáo dục tiếp tục yêu cầu:
- Tăng số tiết học tiếng Anh trong toàn bộ hệ thống trường và đại học
- Đẩy mạnh việc phát hiện và bồi dưỡng nhân tài giỏi tiếng Anh[17](tr231)

Tư tưởng giáo dục của Mao Trạch Đông
Trong thập niên 1960, Mao Trạch Đông cho rằng hệ thống giáo dục Trung Quốc bị hình thức hóa, khiến tài năng thanh niên bị lãng phí.
Đến năm 1964, ông đề xuất:
- Cải cách chương trình học vốn bị sao chép quá nhiều từ mô hình Xô Viết thập niên 1950
- Rút ngắn số năm học, để kết hợp giảng dạy với thực hành như:
  - Lao động nông nghiệp
  - Công nghiệp
  - Nghĩa vụ quân sự
  - Hoạt động chính trị

Mao cho rằng điều này sẽ:
- Phá bỏ sự phân hóa chuyên môn quá mức
- Xóa bỏ cấu trúc xã hội phân tầng cố định[19]

Ảnh hưởng của chiến dịch “Mặt trận thứ ba”
Từ năm 1965, chiến dịch Mặt trận thứ ba (phát triển công nghiệp quốc phòng và cơ sở hạ tầng ở vùng sâu vùng xa) đã giúp đưa tiêu chuẩn và phương pháp giáo dục đô thị về nông thôn.(tr114–115)
Trường học trong các đơn vị công tác
Nhiều đơn vị công tác lớn (大单位 – danwei) có thể xây dựng trường học riêng trong nội bộ để phục vụ con em cán bộ và công nhân.(tr310)

#### Cách mạng Văn hóa (1966–1976)
Giai đoạn đầu: Giáo dục bị gián đoạn nghiêm trọng
Giai đoạn đầu của Cách mạng Văn hóa đã làm gián đoạn mạnh mẽ hệ thống giáo dục – một trong những lĩnh vực bị tranh cãi và đấu tranh chính trị nhiều nhất lúc bấy giờ.(tr89)
- Tháng 6 năm 1966, kỳ thi tuyển sinh đại học toàn quốc chính thức bị đình chỉ.[22](tr113)
- Các học sinh trung học tốt nghiệp các năm 1966, 1967 và 1968 không thể hoàn tất việc học đúng hạn. Họ được gọi là “ba khóa cũ” (Old three cohort).[20](tr362)
- Tuyến học chuyển tiếp từ trung học lên đại học bị phá vỡ, trong khi hệ thống giáo dục ở nông thôn được mở rộng. Học sinh tốt nghiệp trung học ở nông thôn được khuyến khích quay lại làng quê để tham gia xây dựng nông thôn.[22](tr113)

Về ngôn ngữ:
- Ngôn ngữ của các dân tộc thiểu số bị gán là một phần của "Tứ cựu" (旧思想、旧文化、旧风俗、旧习惯 – Tư tưởng cũ, Văn hóa cũ, Phong tục cũ, Tập quán cũ)
- Tài liệu tiếng dân tộc bị đốt phá
- Giáo dục song ngữ bị đàn áp nghiêm trọng[23]

Mô hình đại học công nhân – “Đại học 21 tháng 7”
Dựa trên chỉ thị của Mao Trạch Đông vào tháng 7 năm 1968, các “Đại học Công nghiệp 21 tháng 7” được thành lập tại các nhà máy – là chương trình đào tạo kỹ thuật và công nghệ bán thời gian.(tr362)
- Mao yêu cầu học theo mô hình Đại học Nhà máy Công cụ Máy Thượng Hải.[7](tr92) By 1976, there were 15,000 July 21 Universities.[7](tr92)
- Ông đề xuất mở các khóa đào tạo nghề ngắn hạn dành cho công nhân đang làm việc.[24](tr362)
- Hàng loạt nhà máy trên cả nước bắt đầu tự tổ chức chương trình đào tạo kỹ sư, kỹ thuật viên.[7](tr92)
- Đến năm 1976, đã có 15.000 trường Đại học 21/7 được thành lập.[7](tr92)

Triết lý giáo dục thời Cách mạng Văn hóa
Cải cách giáo dục nhấn mạnh:
- Tư duy phản biện
  - Kỹ năng lao động sản xuất (nông nghiệp, công nghiệp)
  - Nhưng vẫn giữ nền tảng học thuật cơ bản[22](tr105)
- Khi các trường học mở cửa trở lại vào đầu thập niên 1970, sinh viên xuất thân từ công nhân, nông dân, bộ đội được xem là lực lượng học sinh chủ lực.[25]
- Chương trình học được chỉnh sửa để thiên về thực tiễn. Việc học trừu tượng và “chỉ biết lý thuyết” (“mọt sách”) bị chỉ trích.[26]
- Thời gian học lý thuyết chỉ chiếm một phần nhỏ trong ngày học, phần còn lại dành cho lao động thực hành.
- Tỷ lệ giữa học và làm thay đổi tùy thời điểm và địa phương.[26]

Sách giáo khoa, mô hình mở cửa giáo dục
- Giai đoạn đầu, sách giáo khoa “thử nghiệm” (试行课本 – shiying kebei) tập trung nặng về kiến thức thực hành như:
  - Vận hành máy móc
  - Bơm nước, công cụ kỹ thuật[22](tr107)
- Đến năm 1971, sách giáo khoa được điều chỉnh lại để cân bằng giữa thực hành và lý thuyết.[22](tr107)
- Từ 1973–1975, thực hiện mô hình “khai môn biện học” (开门办学 – kaimen banxue), tức “mở cửa dạy học”:
  - Mỗi tuần, học sinh dành một buổi chiều để lao động chân tay
  - Có thể ra nhà máy, bệnh viện, xí nghiệp để học nghề trong 1 tháng[22](tr106)

Ngoại ngữ và tổ chức giáo dục
Trường dạy ngoại ngữ được khôi phục vào đầu những năm 1970.(tr100)
Một trong các nhiệm vụ của họ là:
- Làm việc với nông dân và công nhân để biên soạn lại từ điển ngoại ngữ
- Loại bỏ các yếu tố bị cho là “tư tưởng tư bản nghiêm trọng” trong nội dung từ vựng.[7](tr100)

Trước năm 1975, khi Bộ Giáo dục được khôi phục, cơ quan giáo dục quyền lực nhất là Tổ Khoa học – Giáo dục của Quốc vụ viện (State Council’s Science and Education Group).(tr92)

#### Hoa Quốc Phong và sự khôi phục kỳ thi đại học (1977)
Bắt đầu từ năm 1977, dưới thời Hoa Quốc Phong, hệ thống thi tuyển sinh đại học toàn quốc (cao khảo) chính thức được khôi phục.(tr61)
- Việc khôi phục kỳ thi này đã giảm cơ hội học đại học đối với những người nông dân có động lực cao nhưng học lực yếu, vốn là đối tượng đã được hưởng lợi từ mô hình “công, nông, binh” của giai đoạn cuối Cách mạng Văn hóa.[27]
- Thanh niên trí thức bị đưa về nông thôn (rusticated youths) đồng loạt tham gia thi cử trở lại, khát khao được tiếp tục con đường học tập mà họ đã phải bỏ dở trong những năm hỗn loạn của Cách mạng Văn hóa.[27]
- Trong số này còn có một thế hệ học sinh lớn tuổi hơn – những người cũng tranh thủ quay lại trường lớp.[27]
- Đặc biệt, con em cán bộ công nhân làm việc tại các đơn vị Mặt trận thứ ba (Third Front) được ưu tiên trong kỳ thi tuyển sinh mới này.[28]

Thay đổi định hướng giáo dục đại học
Đào tạo nghề và kỹ năng thực hành ở bậc đại học bị giảm mạnh, thay vào đó, nhà nước tập trung phát triển nghiên cứu khoa học và học thuật.
Sau khi học xong đại học, rất ít người quay trở lại nông thôn, khác hẳn với giai đoạn trước đó.(tr61)

#### Đặng Tiểu Bình và cải cách giáo dục sau 1977
Khôi phục và mở rộng hệ thống “cố vấn chính trị” trong đại học
Đặng Tiểu Bình ủng hộ hệ thống “cố vấn chính trị” (political counselor program) tại các trường đại học — chương trình này được thí điểm đầu tiên tại Đại học Thanh Hoa (Tsinghua University) trước thời Cách mạng Văn hóa và đã được khôi phục vào năm 1977.(tr108)
Sau khi được Đặng chính thức ủng hộ, hệ thống cố vấn này được nhân rộng trên toàn hệ thống giáo dục đại học ở Trung Quốc.(tr108)
Các cố vấn chính trị thường là đảng viên ĐCSTQ mới tốt nghiệp, phụ trách quản lý sinh viên và công tác tư tưởng, đồng thời có thể kiêm vai trò bí thư Đoàn Thanh niên Cộng sản.
Hanyu Pinyin trong giáo dục tiểu học
Bắt đầu từ thập niên 1980, Hanyu Pinyin (Bính âm Hán ngữ) trở thành một phần quan trọng trong giáo dục sơ cấp.
Học sinh tiểu học được học bính âm cùng lúc, hoặc thậm chí trước khi học chữ Hán.
Điều này giúp trẻ em phát âm chính xác hơn, học đọc và viết nhanh hơn, đồng thời hỗ trợ xóa mù chữ trên diện rộng.

#### Giáo dục Trung Quốc trong thập niên 1990 và đầu những năm 2000
Bùng nổ giáo dục đại học
Năm 1990, chỉ dưới 2% dân số trưởng thành ở Trung Quốc có bằng đại học.(trvi)
Từ năm 2000 trở đi, giáo dục đại học phát triển mạnh mẽ:
- Hàng loạt trường đại học, cao đẳng mới được xây dựng ở các vùng ven đô (periurban areas).[21](tr364)

Đến năm 2015, hơn 15% người trưởng thành có bằng đại học.(trvi)
Thế hệ sinh vào thập niên 1980 là nhóm được hưởng lợi nhiều nhất từ sự mở rộng này.(trvi) 
Tính đến năm 2020, 54% thanh niên trong độ tuổi đại học đang theo học tại các cơ sở giáo dục bậc cao.(trvi)
Chiến dịch Giáo dục Yêu nước (1991)
Năm 1991, Đảng Cộng sản Trung Quốc phát động Chiến dịch Giáo dục Yêu nước (Patriotic Education Campaign) trên phạm vi toàn quốc.(tr99)
Trọng tâm chính là lồng ghép nội dung yêu nước vào giáo dục, trong đó:
- Sách giáo khoa được chỉnh sửa:
  - Giảm nhấn mạnh về đấu tranh giai cấp
  - Tăng cường khẳng định vai trò của Đảng trong việc kết thúc “thế kỷ ô nhục” của Trung Quốc[32](tr99)

Thiết lập các "Cơ sở Giáo dục Yêu nước" (Patriotic Education Bases).
Học sinh từ tiểu học đến đại học được yêu cầu tham quan các địa điểm lịch sử cách mạng, liên quan đến cuộc Cách mạng Cộng sản Trung Quốc.(tr99)
Trong môn lịch sử, chiến dịch tập trung đặc biệt vào việc giáo dục về tội ác chiến tranh của Nhật Bản trong Chiến tranh Trung – Nhật lần thứ hai.(tr159)
Phụ nữ và giáo dục
Trình độ học vấn của phụ nữ tăng mạnh mẽ trong giai đoạn này.(trvi)
Đến năm 2009, phụ nữ chiếm một nửa tổng số sinh viên đại học ở Trung Quốc.(tr69) 
Tốc độ tăng trưởng giáo dục bậc cao của phụ nữ Trung Quốc vượt xa nhiều quốc gia có thu nhập bình quân đầu người tương đương hoặc cao hơn.(tr69)
Chuyển đổi mô hình giáo dục đại học
Từ thập niên 1990, mô hình giáo dục kiểu Xô Viết hầu như bị loại bỏ:
- Các trường đại học mở rộng quy mô hoặc sáp nhập, nhằm cung cấp chương trình đào tạo toàn diện hơn, song song với đào tạo chuyên ngành kỹ thuật.[35][36]

Hệ thống cố vấn chính trị (political counselor) trong trường đại học cũng được:
- Thể chế hóa và mở rộng
- Năm 2000, Bộ Giáo dục ban hành quy định chuẩn hóa như giới hạn nhiệm kỳ và độ tuổi cho các cố vấn chính trị.[18](tr108)

Giáo dục môi trường và hỗ trợ dinh dưỡng
Năm 2003, Bộ Giáo dục Trung Quốc yêu cầu:
- Tích hợp nội dung giáo dục môi trường xuyên suốt chương trình học phổ thông, từ lớp 1 đến hết lớp 11.[37](tr138)

Năm 2011, sau khi một tổ chức phi chính phủ phát động dự án “Bữa trưa miễn phí” (Free Lunch Project), Chính phủ Trung Quốc phản hồi bằng chính sách quốc gia:
- Ban hành “Chính sách trợ cấp dinh dưỡng quốc gia” (National Nutrition Subsidies Policy)
- Cấp 16 tỷ nhân dân tệ mỗi năm (~2,32 tỷ USD) để hỗ trợ học sinh nông thôn có hoàn cảnh khó khăn.[38](tr137–138)

#### Tập Cận Bình và cải cách giáo dục Trung Quốc
Tăng cường giáo dục tư tưởng và chủ nghĩa Mác
Năm 2014, Văn phòng Trung ương ĐCSTQ và Quốc vụ viện Trung Quốc ban hành chỉ đạo tăng cường giáo dục tư tưởng trong các trường đại học và cao đẳng.
Dưới thời Tập Cận Bình:
- Nhiều trường đại học thành lập các “học viện chủ nghĩa Mác” (Schools of Marxism).[17](tr332)
  - Năm 2012: chỉ có khoảng 100 học viện
  - Đến 2021: tăng lên hơn 1.440 học viện
- Các chương trình Thạc sĩ và Tiến sĩ về Chủ nghĩa Mác cũng tăng mạnh kể từ 2016.[17](tr332)

Năm 2017, các đại học và chính quyền địa phương bắt đầu thành lập “Trung tâm nghiên cứu Tư tưởng Tập Cận Bình về văn minh sinh thái” (Xi Jinping Thought on Ecological Civilization).(tr89)
- Tính đến 2021, ít nhất 18 trung tâm như vậy đã được thành lập.[34](tr67)

Kiểm soát giáo dục tư nhân và cải cách “Giảm đôi” (Double Reduction)
Cấm dạy thêm tư nhân (2021)
- Năm 2021, chính phủ đóng cửa toàn bộ hệ thống dạy thêm tư nhân cho học sinh phổ thông, với lý do chi phí giáo dục tăng cao gây bất bình đẳng và đi ngược mục tiêu “thịnh vượng chung” (common prosperity).[41](tr155)
- Mục tiêu là thu hẹp khoảng cách giáo dục giữa người giàu và nghèo.

Các quy định cụ thể bao gồm:(tr156)
- Cấm đăng ký trung tâm dạy thêm mới
- Các trung tâm hiện tại phải chuyển đổi sang mô hình phi lợi nhuận
- Không được niêm yết trên sàn chứng khoán hoặc nhận vốn đầu tư lớn
- Không được tổ chức dạy thêm vào cuối tuần, lễ Tết hoặc kỳ nghỉ
- Từ tháng 9/2021, các trường tư thục cung cấp giáo dục bắt buộc không được thuộc sở hữu hoặc điều hành bởi cá nhân/tổ chức nước ngoài
  - Chỉ công dân Trung Quốc mới được làm thành viên HĐQT.[41](tr157)

Chính sách “Giảm kép” – Double Lessening
Cũng trong năm 2021, chính phủ ban hành chính sách “Giảm kép”, gồm:
- Giảm khối lượng bài tập về nhà
- Giảm dạy thêm ngoài giờ

Quy định cụ thể về bài tập về nhà:(tr156)
- Lớp 1–2: Không được giao bài tập
- Lớp 3–6: Tối đa 60 phút/ngày
- THCS: Tối đa 90 phút/ngày

Cải cách thời gian học, sức khỏe học sinh
Chính phủ cũng yêu cầu các trường học:
- Điều chỉnh giờ học phù hợp với giờ làm việc của phụ huynh, giúp họ đưa đón con trực tiếp, giảm phụ thuộc vào dịch vụ trông trẻ/dạy thêm ngoài giờ[41](tr155)
- Tăng cường thể chất:
  - Học sinh phải tham gia hoạt động thể thao ngoài trời hàng ngày
  - Khám mắt 2 lần mỗi học kỳ để ngăn chặn cận thị học đường[41](tr155)

Chính sách với giáo dục Tây Tạng
Các trường tư nhân dành cho người Tây Tạng bị đóng cửa
Trẻ em dân tộc thiểu số Tây Tạng buộc phải theo học các trường nội trú công lập bắt buộc, gây nhiều tranh cãi về bảo tồn văn hóa.
Giáo dục tình yêu để tăng sinh
Năm 2024, truyền thông nhà nước Trung Quốc kêu gọi các trường đại học đẩy mạnh “giáo dục tình yêu” (love education)
Mục tiêu: tăng tỷ lệ sinh trong bối cảnh dân số Trung Quốc đang giảm mạnh

## Giáo dục Hồi giáo
Nguồn gốc và nội dung giảng dạy
Jingtang Jiaoyu (Kinh Đường Giáo Dục) là một hình thức giáo dục Hồi giáo truyền thống, phát triển trong thời nhà Minh (1368–1644), chủ yếu diễn ra tại các nhà thờ Hồi giáo (mosques) của người Hồi (Hui).
Chương trình học bao gồm "Thập tam kinh điển" (Thirteen Classics) – một bộ sách gồm:
- 5 cuốn viết bằng tiếng Ba Tư (Persian)
- 8 cuốn bằng tiếng Ả Rập (Arabic), trong đó có Kinh Qur'an.[45][46]

Ngoài ra, giáo trình còn bao gồm một số tác phẩm Hồi giáo Trung Quốc như bộ Hán Kinh (Han Kitab) – tập hợp các tác phẩm của người Hồi trình bày đạo Hồi bằng ngôn ngữ và triết học Hán.
Các học giả nổi bật và sách vở
Học giả nổi tiếng Lưu Chí (Liu Zhi) viết nhiều tác phẩm giúp người Hồi học tiếng Ả Rập.
Trong các trường madrassa, tiếng Ba Tư là ngôn ngữ Hồi giáo phổ biến nhất, tiếp theo là tiếng Ả Rập.
Các học giả như Ma Liên Nguyên (馬聯元, 1841–1903) và Ma Phục Sơ (馬復初, 1794–1874) ở Vân Nam viết nhiều sách tiếng Ả Rập, trong đó:
- Umdat al-Islam – sách về luật Hồi giáo
- Hawā – sách ngữ pháp (ṣarf - hình thái học)
- Muttasiq và Kāfiya – sách về cú pháp (naḥw)
- Sharḥ al-laṭā’if – chú giải về các tinh túy

Một bản dịch tiếng Ả Rập của Tư tưởng Ả Rập (天方性理) của Lưu Chí do Muḥammad Nūr al-Ḥaqq ibn Luqmān as-Ṣīnī (tức Ma Liên Nguyên) thực hiện.
Các nghi lễ tôn giáo như đặt tên Hồi giáo, cầu nguyện (du'ā’), tắm nghi lễ (ġusl) và tụng kinh Qur'an cũng được giảng dạy trong các chuyên đề như Tạp học (雜學) và Khatm al-Qur’an (ختم القرآن) – gọi là Haiting.
Ma Phục Sơ cũng mang một bài thơ tiếng Ả Rập dạng Qasida (Ca thi tụng) đến Trung Quốc.
Cải cách, du học và hội nhập quốc gia
Giới tướng lĩnh người Hồi tài trợ giáo dục
- Các tướng quân người Hồi như Mã Phúc Tường, Mã Hồng Quý, Mã Bộ Phương đã:
  - Tài trợ xây trường
  - Cử học sinh đi du học
- Các lãnh tụ tôn giáo như Imam Hổ Tung Sơn và Mã Lân Dực tham gia cải cách giáo dục Hồi giáo.[cần dẫn nguồn]

Trường sư phạm Thành Đại và giáo dục quốc gia hóa
- Các quan chức Hồi giáo trong chính quyền Trung Hoa Dân Quốc (ROC) đã:
  - Hỗ trợ Học viện sư phạm Thành Đại (Chengda Teachers Academy)
  - Khuyến khích quốc ngữ (tiếng Trung) và tư tưởng quốc gia, nhằm giúp người Hồi hội nhập vào xã hội Trung Hoa chính thống.[54]
- Bộ Giáo dục cấp kinh phí cho Liên đoàn Cứu quốc Hồi giáo Trung Quốc (Chinese Islamic National Salvation Federation) để hỗ trợ giáo dục.[55][56]
  - Chủ tịch: Tướng Bạch Sùng Hy
  - Phó chủ tịch: Đường Kha Tam[57]
- 40 trường tiểu học Hán-Ả Rập được thành lập tại Ninh Hạ bởi Thống đốc Mã Hồng Quý.[58]

Du học tại Trung Đông và giáo dục nữ
Imam Vương Tĩnh Trai và các học sinh người Hồi đầu tiên hiện đại của Trung Quốc du học tại Đại học Al-Azhar (Ai Cập) vào những năm 1930.
- Các sinh viên gồm: Na Zhong, Zhang Ziren, Mã Kiên, Lin Zhongming...[65]

Vương Tĩnh Trai từng dạy tại các tỉnh Hà Nam, Hà Bắc, Sơn Đông – những vùng nghèo, học sinh thiếu điều kiện học hơn vùng Tây Bắc.
Giáo dục phụ nữ người Hồi
Người Hồi ở Trung Nguyên (Henan...) có truyền thống:
- Trường học tôn giáo cho phụ nữ
- Nhà thờ Hồi giáo dành riêng cho phụ nữ

Trái lại, người Hồi ở Tây Bắc Trung Quốc từng không cho phụ nữ học hành, giữ họ ở trong nhà.
Tuy nhiên, từ thập niên 1920, các nhà cải cách như Thái Nguyên Bồi (Cai Yuanpei) đã mang giáo dục phụ nữ đến Tây Bắc.
Mã Bộ Phương – lãnh chúa Hồi giáo ở Lâm Hạ (Cam Túc) – thành lập Trường tiểu học nữ Thục Đức Tô Khâm, đặt theo tên vợ ông – Ma Suqin – người cũng tham gia sáng lập.
Sau khi Nhật Bản xâm lược Trung Quốc, người Hồi Trung Nguyên chạy về Tây Bắc, mang theo truyền thống giáo dục nữ. Tuy nhiên, tập quán này không được cộng đồng Hồi Tây Bắc tiếp nhận, dẫn đến sự khác biệt tiếp diễn.
Tình hình sau năm 1980
Kể từ thập niên 1980, chính phủ Trung Quốc cho phép và hỗ trợ các trường Hồi giáo tư nhân, gọi là:
- Trường Hán – Ả Rập (中阿学校 / Sino-Arabic schools)
- Phát triển chủ yếu ngoài khu vực Tân Cương.[69][70][Cần cập nhật]

### Chính sách giáo dục tôn giáo đối với trẻ em Hồi giáo tại Trung Quốc dưới thời Tổng Bí thư Tập Cận Bình
Mặc dù pháp luật Trung Quốc chính thức cấm giáo dục tôn giáo cho trẻ em, Đảng Cộng sản Trung Quốc (ĐCSTQ) được cho là cho phép người Hồi (Hui) vi phạm luật này bằng cách cho con em họ tham gia học giáo lý và đến nhà thờ Hồi giáo (mosques).
Trong khi đó, luật lại được thực thi nghiêm ngặt đối với người Duy Ngô Nhĩ (Uyghur).
Tại các cộng đồng Duy Ngô Nhĩ:
- Việc dạy Hồi giáo cho trẻ em bị cấm hoàn toàn
- Dạy Kinh Qur’an cho trẻ em có thể bị truy tố hình sự[71][72][73]

Ngược lại, sau khi học xong trung học, chính quyền Trung Quốc cho phép học sinh người Hồi được theo học các chương trình tôn giáo dưới sự hướng dẫn của các Imam, nếu họ tự nguyện lựa chọn con đường này.
Đối với các khu vực ngoài Tân Cương, luật không được thực thi nghiêm ngặt đối với người không phải Duy Ngô Nhĩ – tức trẻ em người Hồi ở các vùng khác vẫn có thể đến nhà thờ Hồi giáo mà không bị xử lý.